# Robert Lee, Texas
Robert Lee är administrativ huvudort i Coke County i Texas. Orten har fått sitt namn efter Robert E. Lee. Enligt 2010 års folkräkning hade Robert Lee 1 049 invånare.

## Kända personer från Robert Lee
- John Burroughs, politiker